# Anchieta Patriota
José de Anchieta Gomes Patriota (Carnaíba, 31 de março de 1957) é um médico e político brasileiro, prefeito da cidade pernambucana de Carnaíba em quatro ocasiões.

## Biografia
Anchieta nasceu no município de Carnaíba e estudou o ensino fundamental em sua cidade natal, nas escolas Joaquim Mendes da Silva e João Gomes dos Reis e concluiu seu ensino médio em Serra Talhada e Recife e formou-se em ginecologia-obstetrícia.

## Trajetória
Eleito por quatro vezes prefeito do município de Carnaíba, em seu segundo mandato (2009-2012), o município foi destaque em 2010 na Educação, quando atingiu o patamar de melhor IDEPE (Índice de Desenvolvimento Educacional de Pernambuco) entre as mais de cinco mil escolas municipais avaliadas no estado de Pernambuco., Em seu terceiro mandato (2017-2020) o prefeito recebe novamente a premiação do IDEPE - 2017 como um dos municípios com melhor índice educacional do estado de Pernambuco da rede municipal de ensino com 6,33 de média, a segunda melhor nota, no Estado.

## Desempenho em eleições
Anchieta é um político frequente nas eleições de Carnaíba desde 1982, quando se candidatou pela primeira vez para prefeito da sua cidade pelo PMDB, ficando em terceiro lugar, com José Francisco Filho (popularmente conhecido como Didi da Felicidade), do PDS, sendo o vencedor. Dez anos após, em 1992, concorreu como vice-prefeito na chapa encabeçada por Expedito Tenório de Oliveira (PDT), sendo novamente derrotado por Didi da Felicidade, e em 1996, concorre pela segunda vez para prefeito, sendo derrotado por Antonio Rodrigues Sobrinho (Tota de Juvenal). Em 2000, decide por concorrer a vereador, sendo eleito como o mais votado naquela eleição.
Em 2002 ele foi candidato a vice-governador na chapa com Dilton da Conti (PSB), ficando em 3º lugar, perdendo para Humberto Costa (PT) e para Jarbas Vasconcelos (PMDB). Em 2004, Anchieta bateu Didi da Felicidade nas eleições municipais de sua cidade, com uma chapa formada com ele e Jesus Wilson do Nascimento (também membro do PSB), derrubando uma hegemonia de 22 anos de seu adversário. Anchieta reelegeu-se para seu 2º mandato em 2008 derrotando Diógenes Gomes, do PV. 
Em 2012 Anchieta passou o cargo para seus sucessores, os peessebistas José Mario Cassiano e seu vice Jeovane Adriano, que foram prefeito e vice prefeito entre janeiro de 2013 e janeiro de 2017, durante esse intervalo em 2014, Anchieta tentou se tornar deputado estadual sem sucesso. Em 2016 Anchieta retorna contra dois ex-adversários, Didi da Felicidade (PTB) e Diógenes Gomes (PV) e os venceu com maioria esmagadora de 72,80% dos eleitores, ele começa então seu 3º mandato em janeiro de 2017 que dura até janeiro de 2021. Em 2020 Anchieta bateu Gleybson Martins (Podemos) com 53,67% (6.135 votos) contra 46,33% (5.296 votos) de seu adversário, começando seu 4º mandato que dura entre janeiro de 2021 e janeiro de 2025. Em 2024, ao encerrar do seu 4º mandato, não sendo apto a disputar por já ter se elegido para dois mandatos, Anchieta escolheu como seu sucessor o administrador Wamberg Gomes (PSB), seu sobrinho, o qual foi o vencedor do pleito com 7.831 votos (56,93%).
| Ano  | Esfera    | Candidato a                     | Partido | Coligação | Companheiros de Chapa              | Votos   | %     | Posição                |
| ---- | --------- | ------------------------------- | ------- | --- | ---------------------------------- | ------- | ----- | ---------------------- |
| 1982 | Municipal | Prefeito                        | PMDB    | PMDB (partido isolado)                                                                                              | -                                  | 1,050   | 15,65 | Não Eleito (3° lugar)  |
| 1992 | Municipal | Vice-Prefeito                   | PDT     | PDT (partido isolado)                                                                                               | Expedito Tenorio de Oliveira (PDT) | 3,677   | 43,67 | Não Eleito (2° lugar)  |
| 1996 | Municipal | Prefeito                        | PSB     | PSB (partido isolado)                                                                                               | -                                  | 4,531   | 45,41 | Não Eleito (2° lugar)  |
| 2000 | Municipal | Vereador                        | PSB     | PSB/PT Carnaíba pela Paz                                                                                            | -                                  | 1,333   | 13,48 | Eleito                 |
| 2002 | Estadual  | Vice-governador                 | PSB     | PSB/PRP/PRTB/PTdoB Frente Popular das Oposições de Pernambuco                                                       | Dilton da Conti (PSB)              | 128,814 | 3,77  | Não Eleito (3° lugar)  |
| 2004 | Municipal | Prefeito                        | PSB     | PSB/PPS/PT/PTB/PV/PP Carnaíba de Todos                                                                              | Jesus Wilson do Nascimento (PSB)   | 5,043   | 55,45 | Eleito                 |
| 2008 | Municipal | Prefeito                        | PSB     | PSB/PT/PTB/PDT/PSDB/PR/PCdoB Frente Popular de Carnaíba                                                             | Jesus Wilson do Nascimento (PSB)   | 8,056   | 74,42 | Eleito                 |
| 2014 | Estadual  | Deputado Estadual de Pernambuco | PSB     | PSB/PMDB/PSDB/PSD/PP/PR/DEM/PROS/SD/PCdoB/PPS/PV/PEN/PHS/PPL/PRP/PRTB/PSDC/PSL/PTC/PTN Frente Popular de Pernambuco | -                                  | 31,253  | 0,68  | Não Eleito (49° lugar) |
| 2016 | Municipal | Prefeito                        | PSB     | PSB/PDT/PSC/PSDB/PROS/PHS Frente Popular de Carnaíba                                                                | José Júnior Gomes Tenório (PSB)    | 8,294   | 72,80 | Eleito                 |
| 2020 | Municipal | Prefeito                        | PSB     | PSB/PT A Mudança Continua                                                                                           | José Júnior Gomes Tenório (PSB)    | 6,135   | 53,67 | Eleito                 |